# Ney Lopes
Ney Lopes de Souza ComMM (Natal, 14 de fevereiro de 1945) é um professor, advogado e político brasileiro filiado ao Partido da Mulher Brasileira (PMB). Pelo Rio Grande do Norte, foi deputado federal por seis mandatos, além de vice-prefeito da capital Natal durante o mandato de Wilma de Faria.

## Dados biográficos
Filho de Josias de Oliveira Souza e Neusa Lopes de Souza. Sua carreira jornalística começou na Tribuna do Norte em 1958. Um ano depois trabalhou no Jornal do Commercio e ao voltar ao Rio Grande do Norte trabalhou por cinco anos em A Ordem e quando ingressou no ensino superior passou a dar aulas para estudantes do ensino primário e do ensino médio na capital potiguar. Em 1964 atuou como promotor de justiça em Ceará-Mirim e a seguir foi assistente jurídico no Serviço Social do Comércio (SESC) de Natal. De volta ao Recife em 1966, prestou serviços para a Superintendência do Desenvolvimento do Nordeste (SUDENE), colaborou com O Cruzeiro e com a Folha de S.Paulo, da qual foi correspondente na capital potiguar, situação idêntica a desenvolvida junto ao Diario de Pernambuco.
Mantendo sua atividade jornalística, em 1967 formou-se advogado pela Universidade Federal do Rio Grande do Norte, instituição da qual seria professor, e no ano seguinte presidiu a Associação dos Funcionários Públicos do Rio Grande do Norte. Estreou na vida pública a convite do então governador Cortez Pereira, a quem serviu como chefe da Casa Civil, secretário de Governo, secretário de Justiça, e diretor administrativo da Companhia Energética do Rio Grande do Norte. Eleito deputado federal via ARENA em 1974, teve o mandato cassado pelo Ato Institucional Número Cinco em 4 de agosto de 1976, mas recuperou seus direitos políticos três anos mais tarde graças à Lei da Anistia. Eleito primeiro suplente do senador Carlos Alberto pelo PDS em 1982, migrou para o PFL com a Nova República. Eleito suplente de deputado federal em 1986, foi efetivado em 1988, dias após a morte de Jessé Freire Filho, e no mesmo ano Ney Lopes foi eleito vice-prefeito de Natal na chapa de Wilma de Faria.
Reeleito deputado federal em 1990, votou a favor do impeachment de Fernando Collor em 1992 conquistando novos mandatos em 1994, 1998 e 2002. Candidatou-se a prefeito de Natal em 2004 e a vice-governador do Rio Grande do Norte na chapa de Garibaldi Alves Filho em 2006, sendo derrotado por Carlos Eduardo Alves e Wilma de Faria, respectivamente.
Em 1995, Ney foi admitido pelo presidente Fernando Henrique Cardoso à Ordem do Mérito Militar no grau de Comendador especial.
Em 1º de abril de 2022, lançou pré-candidatura ao Senado Federal do Brasil pelo Partido da Mulher Brasileira.